# Michael J. Heads
Michael J. Heads ( n. 1957) es un botánico neozelandés, que ha trabajado activamente en el Distrito Ecológico Spenser. Y desarrolló actividades académicas en el Departamento de Botánica, Universidad de Otago, Dunedin, Nueva Zelanda. y posteriormente en el Departamento de Ciencias Biológicas de la Universidad de Zimbabue, en Harare.

## Algunas publicaciones

### Libros
- michael j. Heads. 2012. Molecular Panbiogeography of the Tropics. Species and Systematics. Editor Univ. of California Press, 566 pp. ISBN 0-520-27196-3 en línea solo 146 pp.

- robin c. Craw, john r. Grehan, michael j. Heads. 1999. Panbiogeography: tracking the history of life. Ed. Oxford University Press. 229 pp. ISBN 0-19-507441-6, 9780195074413

- La abreviatura «Heads» se emplea para indicar a Michael J. Heads como autoridad en la descripción y clasificación científica de los vegetales.[3]